# 孟元 (演員)
孟元（1926年3月1日—1997年4月10日），臺灣男演員，本名孟憲山，山東省招遠縣出身，曾獲第十五屆金鐘獎男演員獎。

## 生平
孟元為孟子第七十二代孫，1949年隨海軍第三造船廠來臺，後加入海軍話劇隊，成為正式演員。1969年以少校軍階退役，隨即加人甫成立的中視為基本演員，演出臺灣第一部電視連續劇《晶晶》。1989年，他以中視劇場《大地有愛系列·最後的馨香》獲得金鐘獎男演員獎。1994年，他演出最後一部作品：廣電基金的電視劇《地久天長》。
孟元以好好先生的形象為觀眾所熟知。現實生活中，他是虔誠的基督徒，生活嚴謹，不煙不酒。他作風神秘，為善不欲人知，曾在大年夜悄悄拜訪貧戶行善。他來臺後始終未婚，傳聞他情願孤獨一生也不願辜負初戀情人，開放探親後才知情人已他嫁，這則軼聞乃是王中平歌曲《為愛苦一生》及陳耀川作詞、郭富城演唱之歌曲《誰會記得我》的原型。孟元曾與另一位單身演員許文全同住二十餘年。他晚年罹患阿茲海默症、巴金森氏症及糖尿病，於1997年4月10日辭世，骨灰由其姊孟桂芳帶回山東青島安葬。
2002年，包珈代其先夫郎雄領取金馬獎終身成就獎時，曾致詞感謝已故的老一代「四大天王」曹健、孟元、雷鳴以及馬驥，場面感人。

## 演出作品

### 電影
- 鐵漢（1974）
- 小女兒的心願（1975）
- 梅花（1975）
- 龍白小（1975）
- 煙雨（1975）
- 愛情辰跑（1975）
- 子夜歌（1977）
- 情竇初開（1978）
- 我踏浪而來（1978）
- 你不要走,不要走…（1978）
- 楓林小雨（1978）
- 願者上釣（1978）
- 金榜浪子吳政輝（1979）
- 一爿情深（1979）
- 一個女工的故事（1979）
- 悲之秋（1979）
- 黃埔軍魂（1979）
- 古寧頭大戰（1979）
- 血濺冷鷹堡（1980）
- 中國女兵（1981）
- 凶劫（1982）
- 痴情女子（1982）
- 苦戀（1982）
- 冷豔嬌娃（1982）
- 青蘋果（1984）
- 黑道兄弟（1987）
- 火燒島（1990）

### 電視劇
- 晶晶（1969）
- 大漢中興（1974）
- 青天白日（1974）
- 香妃（1975）
- 戰國風雲（1980）
- 驀然回首（1984）飾 康父
- 一剪梅（1984）飾 蘇鎮長
- 心聲淚痕（1985）飾 顏子亨
- 家和萬事興（1986）飾 李父
- 揚子江風雲（1986）飾 吳子光[11]
- 大橋頭（1987）飾 武剛強[12]
- 珍珠傳奇（1987）飾 王遇
- 別愛陌生人（1987）飾 可家明
- 小姐與流氓（1987）飾 王國藩
- 情義無價（1988）飾 張幻
- 花系列-孤挺花（1988）飾 邵佑民
- 大地有愛系列·最後的馨香（1989）
- 天使之愛（1989）飾 胡漢
- 情繫半生緣（1989）
- 花系列-茉莉花開（1990）飾 高成器
- 塔裡的女人（1990）飾 羅父
- 希望之鴿（1990）飾 黎父
- 花系列-再生花（1990）飾 康書南父
- 創作劇坊-情變（1991）飾 醫院院長
- 婆媳一家親（1991）飾 白父
- 玫瑰芳心（1991）飾 李老闆
- 草地狀元（1991）
- 玫瑰豪情（1993）飾 方律師
- 地久天長（1994）
- 人面桃花（1995）飾 周老爹

### MV
- 王中平 為愛苦一生、空笑夢（1996）

## 延伸阅读
[在维基数据编辑]

## 外部連結
- 孟元在香港影庫上的簡介
- 孟元在互联网电影资料库（IMDb）上的資料（英文）